# Agrochola humilis
Agrochola humilis är en fjärilsart som beskrevs av Ignaz Schiffermüller 1776. Agrochola humilis ingår i släktet Agrochola och familjen nattflyn. Inga underarter finns listade i Catalogue of Life.